# Infix

## Lingvistik
Ett infix är inom lingvistik ett affix som skjuts in mellan fonemen i ett annat morfem. Infix är vanligt förekommande i semitiska språk, där ordstammar består av 3 till 4 konsonanter. Dessa ordstammar böjs sedan genom att vokalen ändras, och ibland skjuts även ytterligare konsonanter in mellan fonemen. Även i andra asiatiska språk och i afrikanska och amerikanska språk är infix relativt vanliga. 
Däremot är de ovanliga i europeiska språk, men förekommer till exempel i latin. I latinets presenssystem  är vanligen ett nollmorfem det allmänna tempussystemet. I ett fåtal verb sätter man ett infix framför den sista konsonanten i basen. På så sätt förändras basen vinc i 'segra' till vic (i engelska 'invincible' respektive 'victor') och rup 'bryta' till rump, i svenska 'korruption' och 'korrumperad'. Den latinska verbstammen tag 'vidröra' finns utan infix i det svenska lånordet taktil, men i lånordet tangera finns böjningsformen tang, med ett inskjutet n.

## Matematik och datavetenskap
Infix används jämte prefix och postfix för att beskriva operatorers placering i förhållande till de operander de verkar på. I infixnotation står en binär operator mellan operanderna. De fyra räknesätten brukar noteras på detta sätt, även om andra sätt förekommer, t.ex. postfixnotation.
Till exempel är plusoperatorn här skriven som ett infix då den står mellan sina två operander: {\displaystyle 5+a}

## Kemi
I kemisk kontext så används infix för att beskriva molekylär struktur enligt IUPAC nomenklatur.